# マクヘンリー郡 (イリノイ州)
マクヘンリー郡（英: McHenry County）は、アメリカ合衆国イリノイ州の北東部に位置する郡である。人口は31万0229人（2020年）。郡庁所在地はウッドストックであり、同郡で人口最大の都市はクリスタルレイクである。マクヘンリー郡はシカゴ都市圏に属している。昔から農業とレクリエーションの場として知られたが、最近は準郊外化と都市化が急速に進んでいる。

## 歴史
マクヘンリー郡は1836年にクック郡とラサール郡の一部を合わせて設立された。郡名はインディアン戦争で戦い、1835年にヴァンダリアで死亡していたウィリアム・マクヘンリー少佐に因んで名付けられた。
当初の領域は東のミシガン湖まで延びており、その中心にあったマクヘンリーの町に郡庁所在地が置かれていたが、1839年に東半分はレイク郡創設のために分離された。
ジェラルド・フォード元大統領の母、ドロシー・エアー・ガードナー・フォードと母方の祖父、リーバイ・アディソン・ガードナー、および母方の祖母アデル・オーガスタ・エアー・ガードナーは、郡内ハーバード近くで生まれた。

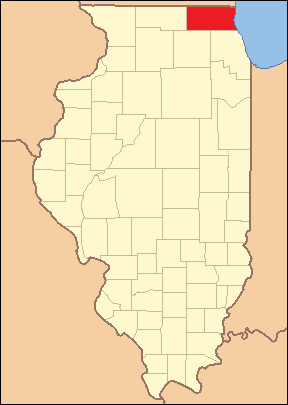
1836年創設時の郡領域
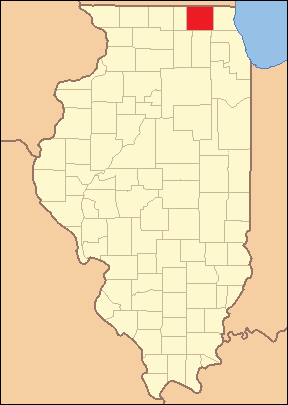
1839年にレイク郡創設のため減らされた郡領域

### 歴史的な史跡
- 伯爵邸、マクヘンリー市ウォーキーガン道路3803
- チャールズ・H・ヒバード邸、マレンゴ市グラントハイウェイ西413
- オーソン・ロジャーズ邸、マレンゴ市グラントハイウェイ東19621
- ルーシーン・ボーンパート・コベル邸、リッチモンド村ブロードウェイ5805
- モモリアルホール、リッチモンド村メインストリート10308
- 旧郡庁舎、ウッドストック市、市広場
- ウッドストック・オペラハウス、ウッドストック市ヴァンビューレン通り110
- ウッドストック・スクエア歴史地区
- ジョージ・ステッィクニー邸、ブルバレー村チェリーバレー道路1904
- ターウィリガー邸、ブルバレー村メイソンヒル道路とチェリーバレー道路角

## 地理
アメリカ合衆国国勢調査局に拠れば、郡域全面積は610.81平方マイル (1,582.0 km2)であり、このうち陸地603.17平方マイル (1,562.2 km2)、水域は7.64平方マイル (19.8 km2)で水域率は1.25％である。

### 主要高規格道路
| - 州間高速道路90号線 - アメリカ国道12号線 - アメリカ国道14号線 - アメリカ国道20号線 | - イリノイ州道23号線 - イリノイ州道31号線 - イリノイ州道47号線 - イリノイ州道62号線 - イリノイ州道120号線 - イリノイ州道173号線 - イリノイ州道176号線 |

### 隣接する郡
- ウォルワース郡 (ウィスコンシン州) - 北
- ケノーシャ郡 (ウィスコンシン州) - 北東
- レイク郡 - 東
- クック郡 - 南東
- ケーン郡 - 南
- デカルブ郡 - 南西
- ブーン郡 - 西

## 気候と気象
近年、郡庁所在地であるウッドストック市の平均気温は1月の11°F (-12 ℃) から7月の85°F (29 ℃) まで変化している。過去最低気温は1979年1月に記録された-29°F (-34 ℃) であり、過去最高気温は1936年7月に記録された109°F (43 ℃) である。月間降水量は2月の1.29インチ (33 mm) から6月の4.56インチ (116 mm) まで変化している。
マクヘンリー郡はアメリカ合衆国中西部の北部と同様に、暑く湿潤な夏と、寒く雪の多い冬となる。強風、吹雪、雷雨、竜巻、洪水が起こりやすい。
1965年のパームサンデー竜巻、1967年の吹雪、1967年のベルビディア・オークローン竜巻、1979年の吹雪、1999年の吹雪、2006年の北アメリカ暴風雪、2007年の中西部洪水、2008年1月の連続竜巻、2011年の吹雪などが起こってきた。

## 人口動態
以下は2000年の国勢調査による人口統計データである。
| 基礎データ - 人口: 260,077人 - 世帯数: 89,403 世帯 - 家族数: 69,287 家族 - 人口密度: 166人/km2（431人/mi2） - 住居数: 92,908軒 - 住居密度: 59軒/km2（154軒/mi2） 人種別人口構成 - 白人: 93.91% - アフリカン・アメリカン: 0.59% - ネイティブ・アメリカン: 0.17% - アジア人: 1.45% - 太平洋諸島系: 0.02% - その他の人種: 2.77% - 混血: 1.08% - ヒスパニック・ラテン系: 7.54% 先祖による構成 - ドイツ系：28.5％ - アイルランド系：12.2％ - ポーランド系：9.8％ - イタリア系：8.8％ - イギリス系：5.6％ 言語による構成 - 英語：89.3％ - スペイン語：6.4％ - ポーランド語：1.0％ | 年齢別人口構成 - 18歳未満: 30.2% - 18-24歳: 7.1% - 25-44歳: 33.5% - 45-64歳: 21.3% - 65歳以上: 8.0% - 年齢の中央値: 34歳 - 性比（女性100人あたり男性の人口） - 総人口: 100.7 - 18歳以上: 98.0 世帯と家族（対世帯数） - 18歳未満の子供がいる: 42.9% - 結婚・同居している夫婦: 66.5% - 未婚・離婚・死別女性が世帯主: 7.6% - 非家族世帯: 22.5% - 単身世帯: 18.0% - 65歳以上の老人1人暮らし: 6.1% - 平均構成人数 - 世帯: 2.89人 - 家族: 3.31人 収入と家計 - 収入の中央値 - 世帯: 64,826米ドル - 家族: 71,553米ドル - 性別 - 男性: 50,479米ドル - 女性: 31,141米ドル - 人口1人あたり収入: 26,476米ドル - 貧困線以下 - 対人口: 3.7% - 対家族数: 2.5% - 18歳未満: 3.8% - 65歳以上: 3.6% |

## 郡政府
マクヘンリー郡政府は主に郡庁所在地であるウッドストック市にある。郡政府センターはウッドストック市北端の州道47号線沿いにあり、郡事務所と司法施設が入っている。州の機関が幾つかウッドストック市内に地方事務所を構えている。

## 政治
マクヘンリー郡は昔から共和党の強い地盤だった。過去50年間は大統領選挙で共和党候補者を支持してきた。2000年と2004年の大統領選挙ではジョージ・W・ブッシュにそれぞれ58.5％と59.72％の支持を与えた。しかし、2008年では民主党のバラク・オバマが52％の支持を得た。
アメリカ合衆国下院議員選挙ではイリノイ州第16選挙区と第8選挙区に属し、どちらも共和党議員を送り出している。
イリノイ州上院議員選挙では2人共に共和党員、下院議員選挙では民主党1人と共和党2人を送り出している。
選挙で選ばれる郡役人の大半は共和党員である。

## 教育
1967年に設立され急速に成長しているマクヘンリー郡カレッジは郡住人の大半に利用されている。全日制学生は2,000人、定時制学生は5,800人いる。主キャンパスはクリスタルレイク市の北西側、アメリカ国道14号線沿いにある。二次的な施設がクリスタルレイク市とマクヘンリー市にある。
郡内には多くの教育学区がある。また幾つかの高校もある。大型の高校はマクヘンリー西高校と東高校、ジョンズバーグ高校、ウッドストック高校、ウッドストック北高校、プレーリーリッジ高校、クリスタルレイク高校、クリスタルレイク南高校、キャリー・グローブ高校、ハリー・D・ジェイコブス高校、ハントリー高校である。全てフォックスバレー・カンファランスに属している。ハーバード高校、リッチモンド・バートン・コミュニティ高校、マレンゴ・コミュニティ高校はビッグノーザン・カンファレンスに属している。アルデン・ヘブロン高校、フェイス・ルーテラン高校、マリアン・セントラル・カトリック高校が私立高校である。

## 医療施設
マクヘンリー郡は幅広い病院体系の位置と近接度の故に医療の重要な中心として評判が高まってきている。病院はマーシー・ハーバード病院、マクヘンリー市のセンテグラ北イリノイ医療センター、ウッドストック市のセンテグラ記念医療センターがある。ハントリー村のセンテグラ病院やクリスタルレイク市のマーシー病院を建設する計画もある。プロベナ・アドボケイト・アンド・シャーマンも郡内で強い存在感があり、近接するエルジンやバーリントンで病院を経営している。

## 経済
マクヘンリー郡の経済は製造業、金属加工業、メディア開発と印刷業、輸送機器、農業、医療、教育、小売、食品生産、物流、および技術で成り立っている。
主要雇用主はクリスタルレイク、アルゴンキン、ハントリー、マクヘンリー、ウッドストックの町にある。
郡南部はジェーン・アダムズ記念有料道路に沿った商業地域であるゴールデン・コリダーに入っている。

### ショッピング
マクヘンリー郡はショッピングに幅広い選択肢があることで知られている、マクヘンリー、クリスタルレイク、アルゴンキンとレイクインザヒルスは小売地域として確立され、郊外大型店、専門店、レストランなどがある。郡内には大型ショッピングセンターが無いが、郡境界の外にはいくつかがある。ライフスタイルセンターのアルゴンキン・コモンズとアルゴンキン・ガレリア、ハントリー・プライム・アウトレット、およびウェストダンディにある屋内型のスプリングヒル・モールである。
さらに郡内の歴史ある中心街にも特徴ある店舗や飲食店がある。ウッドストック・スクエア歴史地区、リッチモンドとヘブロンのアンティークショップ、クリスタルレイクとアルゴンキンの中心街など、住民や観光客に利用されている。マクヘンリー市のグリーン通りも人気がある。

## レクリエーション
郡全体が「マクヘンリー郡自然保護地域」となっており、郡内の土地の自然を保護し、住民にレクリエーションの機会を提供している。この地区はマクヘンリー郡プレーリーパスも運営しており、リッチモンドにあるウィスコンシン州との州境から南のアルゴンキンまで自転車道があり、フォックス川自転車道と接続して南のオーロラまで繋がっている。
さらにフォックス川とチェイン・オーレイクス（一連の湖）では、舟遊び、釣り、水泳などの水遊びが楽しめる。モレーンヒルズ州立公園とチェイン・オーレイクス州立公園が郡内にあり、水域に近い。その他クリスタル湖、ワンダー湖、マッカロム湖などもある。
郡全体に公園、ゴルフコース、カントリー倶楽部などもある。
スキー場としては、フォックスリバー・グローブのノルディック・ジャンプ場とアルゴンキンのバッファロー・スノーボード・パークがある。さらにフォックスリバー・グローブのウィンディシティ・バルーンポートはフォックスリバー・バレーの熱気球乗りが楽しめる。

## 文化
マクヘンリー郡では活動的な芸術と演劇の場がある。歴史あるウッドストック・オペラハウスやクリスタルレイクのラウエ芸術センターでは特徴有るプログラムを提供している。さらにアルゴンキンはその大衆芸術プログラムで知られ、年間を通じて地域社会の作品を展示している。写真撮影や映画撮影にも適している。1993年の映画『恋はデジャ・ブ』はウッドストックで撮影された。
ユニオンのイリノイ鉄道博物館やマクヘンリー郡歴史博物館、ウッドストックの旧郡庁舎、さらにオーソン・ロジャーズ邸、ジョージ・ステッィクニー邸、チャールズ・H・ヒバード邸、ターウィリガー邸、伯爵邸、ドール邸宅などの歴史的な邸宅も見ごたえがある。
郡内では一年を通じて様々な祭があり、その中心はウッドストックで毎年8月の1週間を使って行われる郡祭である。多くの町も年中それぞれの祭を開催している。ウッドストックのグラウンドホッグ・デイズ、ハントリーの秋祭り、レイクインザヒルズのサマーサンセット祭、クリスタルレイクのガラ祭、ハーバードのミルクデイズ、マレンゴのセトラーズデイズ、キャリーのキャリーデイズ、アルゴンキンのファウンダーズデイズ、マクヘンリーのフィエスタデイズなどである。

## 交通
アメリカ国道や州道が郡内を通っている。アメリカ国道は20号線、14号線、12号線であり、州道は23号線、173号線、120号線、176号線、47号線、31号線、62号線である。交通量の多い郡道ではランドール道路、アルゴンキン道路、ウォークアップ道路がある。州間高速道路90号線が郡内を通っているが、郡内にはインターチェンジが無い。州間高速道路94号線は郡の東、レイク郡内にある。
その郡域内で直接州間高速道路にアクセスできない郡として国内では最も人口の多い郡でもある。住民は南2マイル (3 km) のケーン郡にあるインターチェンジから90号線（ジェーン・アダムズ記念有料道路）を利用している。
鉄道ではシカゴ中心街とを結ぶ通勤線メトラがある。郡内には7つの駅があり、その全てがユニオン・パシフィック/ノースウェスト線にある。バス交通ではペースがあり、3つの定期路線がある。またオンデマンドバスもある。
レイクインザヒル空港は一般用途空港であり、郡北部のデイシー空港とガルト空港も同様である。シカゴ・オヘア国際空港まで郡内から30ないし40マイル (48-64 km) あり、ミルウォーキーのジェネラル・ミッチェル国際空港は50ないし60マイル (80-96 km) 離れている。繁華な貨物空港のシカゴ・ロックフォード国際空港は、限られた量の旅客定期便があり、郡中央から42マイル (67 km) 西にある。
\

## メディア
マクヘンリー郡はその全体がシカゴメディア市場の中にあり、ニュースや情報はシカゴのテレビ局、ラジオ局、新聞社から入ってくる。郡の最北部や最西部はそれぞれミルウォーキーとロックフォードのメディア市場に入る。
ラジオ局は、FM放送がウッドストックのWZSR、AM放送がクリスタルレイクのWAITがある。
発行部数39,000部の「ノースウェスト・ヘラルド」紙が主要新聞であり、クリスタルレイクで印刷され発行されている。シカゴ都市圏からは「シカゴ・トリビューン」、「シカゴ・サンタイムズ」および郊外部向けの「デイリー・ヘラルド」が入手できる。隔月刊の雑誌「マクヘンリー郡リビング」が郡内で発行され、地域住人数万人と事業に配られている。他にも個々の町を対象にした週刊発行物がある。

## 郡区
| - アルデン - アルゴンキン - バートン - シェマング - コーラル - ドア - ダナム - グラフトン - グリーンウッド | - ハートランド - ヘブロン - マレンゴ - マクヘンリー - ナンダ - リッチモンド - ライリー - セネカ |

## 都市と村
| 人口1万人以上 - クリスタルレイク - アルゴンキン、一部はケーン郡 - レイクインザヒルズ - マクヘンリー - キャリー - ウッドストック - 郡庁所在地 - ハントリー、一部はケーン郡 - フォックスレイク、大半はレイク郡 - アイランドレイク、一部はレイク郡 | 人口5,000人以上 - ハーバード - マレンゴ - ジョンズバーグ - スプリンググローブ - レイクムーア、一部はレイク郡 - フォックスリバーグローブ、一部はレイク郡 | 人口5千人未満 - バーリントンヒルズ、一部はクック郡、ケーン郡、レイク郡 - ワンダーレイク - レイクウッド - オークウッドヒルズ - リッチモンド - プレーリーグローブ - ヘブロン - ブルバレー - マッカロムレイク - ポートバーリントン、一部はレイク郡 - ホリデイヒルズ - ユニオン - トラウトバレー - リングウッド - グリーンウッド |

## 国勢調査指定地域
- ワンダーレイク
- ピスタキーハイランズ

## 未編入の町
| - アルデン - ビッグフットプレーリー（部分） - シェマング - コーラル - フランクリンビル | - ハーモニー - ハートランド - ローレンス - リッジフィールド - ライリー | - シルバーレイク - ソロンミルズ - サニーサイド |